# Andris Vecumnieks
Andris Vecumnieks (né le 7 juin 1964) est un compositeur, chef d'orchestre et conférencier letton à l'Académie de musique lettone Jāzeps Vītols, à l'école de musique Pāvuls Jurjāns (lv), au lycée de musique PIKC NMV Emīls Dārziņš et à l'Académie lettone de la culture.

## Biographie
Andris Vecumnieks est né le 7 juin 1964 à Riga. Il est diplômé de la classe de composition du Conservatoire d'État de Lettonie Ģederts Ramans (lv)(1987), puis de l'Académie de musique de Lettonie Jāzeps Vītols avec Pēteris Plakidis - maîtrise en composition (1992) et études de maîtrise au Royal College of Music de Stockholm avec Sven-David Sandström (1993). Diplômé de la classe de direction d'orchestre de l'Opéra et de l'Orchestre symphonique de Viesturs Gailis (2001), il  participe à plusieurs classes de maîtres internationales de direction d'orchestre. Il obtient un doctorat en sciences de l'art à l'Académie lettone de la culture (dans la sous-branche Théorie culturelle) (2015).
Ces dernières années, le travail du chef d'orchestre de l'Orchestre Andris Vecumnieks devient de plus en plus important, jusqu'en 2017/2018. Pour la saison 2012-2014, il est chef d'orchestre de l'Orchestre symphonique JVLMA, directeur artistique de l'orchestre de chambre Sinfonia Concertante et conseiller artistique du LNSO (2012-2014). Il dirige l'EDMS Symphony Orchestra (depuis 1997), avec le ballet Silfida LNO (2001) d'Herman Severin Levenscheld. Chef d'orchestre accompagnant le concours international Unga Artisten (Suède) (2000, 2001), il  collabore également avec l'Orchestre symphonique de Liepāja, l'Orchestre à vent professionnel de Riga, l'Orchestre à vent des jeunes de Lettonie, l'Orchestre philharmonique de chambre, l'Orchestre de chambre New Riga, l'Orchestre symphonique du théâtre académique d'opéra et de ballet de Novossibirsk, l'Orchestre de chambre d'État de Bakou, l'Orchestre d'Omsk. Il donne des concerts en Lettonie, Lituanie, Russie, Allemagne, Azerbaïdjan, Géorgie, Ouzbékistan, Suède, etc.
Il participe à des concours internationaux de composition, remportant des prix dans des concours lettons de chœur et de musique de chambre. Il est diplômé du Concours international de direction d'orchestre Sergei Prokofiev IV (Saint-Pétersbourg, 2003). JVLMA a reçu la bourse Mara Dole (2009). Ses œuvres sont jouées en Lettonie, en Russie, en Allemagne, en Ouzbékistan, aux États-Unis, en France, au Luxembourg, etc.
Il donne des rapports et des conférences lors de cours de perfectionnement professionnel et de conférences scientifiques dans les universités lettones, participe à des conférences internationales sur l'enseignement supérieur en Lettonie et en Europe, participe à des commissions de jury de concours d'art en Lettonie et à l'étranger, et est un expert de diverses institutions culturelles lettones. Il est membre de l'Union des compositeurs lettons (LKS) depuis 1998. - Président du Conseil de LKS. Depuis 2011, il est président du conseil d'administration de l'association Jāzeps Vītols (JVB).

## Activité pédagogique
Il est professeur de longue date à l'école de musique Emils Darzins, y occupe d'importantes fonctions administratives, notamment comme chef du département pédagogique et du département théorique (1991-1999), et directeur par intérim de l'école (1998-1999). Depuis 1997, il est maître de conférences à JVLMA (depuis 2005 - professeur associé), doyen de JVLMA (1999-2002) et vice-recteur pour les travaux académiques (2002-2008). Depuis 1994, il travaille à l'école de musique Pāvuls Jurjānis, où il enseigne la littérature musicale, la composition et la direction d'orchestre.

## Sinfonia C
La troisième et plus grande symphonie d'Andris Vecumnieks, Sinfonia C, est créée le 27 janvier 2017. Elle est dédiée au Liepāja Bell Ensemble Campanella et à l'Orchestre symphonique de Liepāja, dirigé par Atvars Lakstīgala. Cette symphonie est instrumentale pour orchestre à cordes, 4 flûtes, 4 clarinettes et un ensemble de cloches.
Il s'agit de la troisième symphonie de l'œuvre de Vecumnieks, mais au lieu de nombres consécutifs, il les numérote avec des lettres qui dénotent en même temps la tonalité de la symphonie. « Dans ce cas, C est un groupe de réflexion, c'est quelque chose de blanc [...] et c'était intéressant pour moi d'essayer différents timbres, techniques de jeu, couleurs, car la composition est très inhabituelle », affirme-t-il. Dans une interview avec Latvijas Radio 3 Klasika, il déclare qu'il aime vraiment se citer lui-même et les autres, mais chaque fois qu'il cite, il raccourcit le contenu donné.
La symphonie en une pièce est basée sur la toute première composition d'Andris Vecumnieks - une mélodie qu'il a composée à l'âge de sept ans.

## Publications scientifiques publiées
- Vecumnieks, A. Sid dans Juris Carlson's Music // In the History of Theatre and Drama, comp. S. Radzobe - Riga : LU Academic Publishing House, 2011, 243–251
- Vecumnieks, A. Juris Carlson's Symphonic Vision Evening in the Context of Regional Identity // Collection Art and Music in Cultural Discourse. 1. Matériaux de la conférence scientifique et pratique internationale. - Rēzekne : Maison d'édition du Collège universitaire de Rēzekne, 2012, 129-138
- Vecumnieks, A. Aspects de la théâtralité dans l'analyse musicale. Music Science Today: Constant and Changing // Dans la collection d'articles scientifiques V. - Daugavpils: Academic Publishing House of the University of Daugavpils Saule, 2013, 265-279
- Vecumnieks, A. Kurpniece, B. Totalitarisme et musique dans le contexte du 20e siècle // Collection Art et musique dans le discours culturel. 2. Matériaux de la conférence scientifique et pratique internationale. - Rēzekne : Rēzekne University Press, 2013, 104-116
- Vecumnieks, A. Personnification des images dans la musique pour enfants dans le contexte des œuvres de S. Prokofiev, P. Plakida, J. Carlson // Collection Art et musique dans le discours culturel. 3. Matériaux de la conférence scientifique et pratique internationale. - Rēzekne : Maison d'édition de l'établissement d'enseignement supérieur de Rēzekne, 2014, 157-166
- Vecumnieks, A. Diversity of Drama in Juris Carlson's Instrumental Concerts // Dans la collection Music Science Today: Constant and Changing. Recueil d'articles scientifiques VI. - Daugavpils : Maison d'édition académique de l'Université Daugavpils Saule, 2014, 149-162
- Vecumnieks, A. Theatricality of Jurassic Carlson's Sacred Music // Dans la collection Music Science Today: Constant and Changing. Recueil d'articles scientifiques VII. - Daugavpils : Maison d'édition académique de l'Université Daugavpils Saule, 2015, 312-329
- Vecumnieks, A. Juris Carlson Théâtre instrumental, vocal et choral // Collection Art et musique dans le discours culturel. 4. Matériaux de la conférence scientifique et pratique internationale. - Rēzekne : Maison d'édition de l'établissement d'enseignement supérieur de Rēzekne, 2015, 58-69

## Discographie
- Prélude et Fugue pour orchestre symphonique / Orchestre symphonique national de Lettonie, direction Ainārs Rubiķis - 5 min 28 s [extrait] // Nouvelle Musique de Lettonie 2009 - 2009, LMIC 020
- Cadenza pour saxophone et piano / Oskars Petrauskis, Raimonds Petrauskis - 6 min 40 s // Mia - Greenriver Music, 2010
- Quasi Carmen pour piano / Diana Baibus-Zandberg - 4 min 40 s // Dreams of Spain - 2011, Diana Zandberg, [sn ].